# Wiesneria schweinfurthii
Wiesneria schweinfurthii, helofit iz porodice žabočunovki. Autohtona je po tropskoj Africi: Senegal; Gvineja Bisau; Sijera Leone; Mali; Obala Slonovače; Nigerija; Kamerun; Srednjoafrička Republika; jugoistočni DR Kongo (Zair); Čad; Južni Sudan; Etiopija; Angola; Zambija; Bocvana.

## Sinonimi
- Wiesneria sparganiifolia Graebn.; Bot. Jahrb. Syst. 48: 402 (1912). 48: 402 (1912)